# Zsidve község
Zsidve község (románul: Comuna Jidvei) község Fehér megyében, Romániában. Központja Zsidve, beosztott falvai Alsókápolna, Bolkács, Küküllőfajsz, Szásznagyvesszős.

## Népessége
A 2011-es népszámlálás adatai alapján a község népessége 4617 fő volt.